# Lago Nemi
O lago Nemi (em latim: Nemorensis Lacus) é um pequeno lago circular vulcânico na região italiana do Lácio, 30 km ao sul de Roma, tirando seu nome de Nemi, a maior cidade da região, que se sobrepõe a ele de um outeiro. Possui uma superfície de cerca de 1,67 km² e uma profundidade máxima de 33 metros.

## Histórico

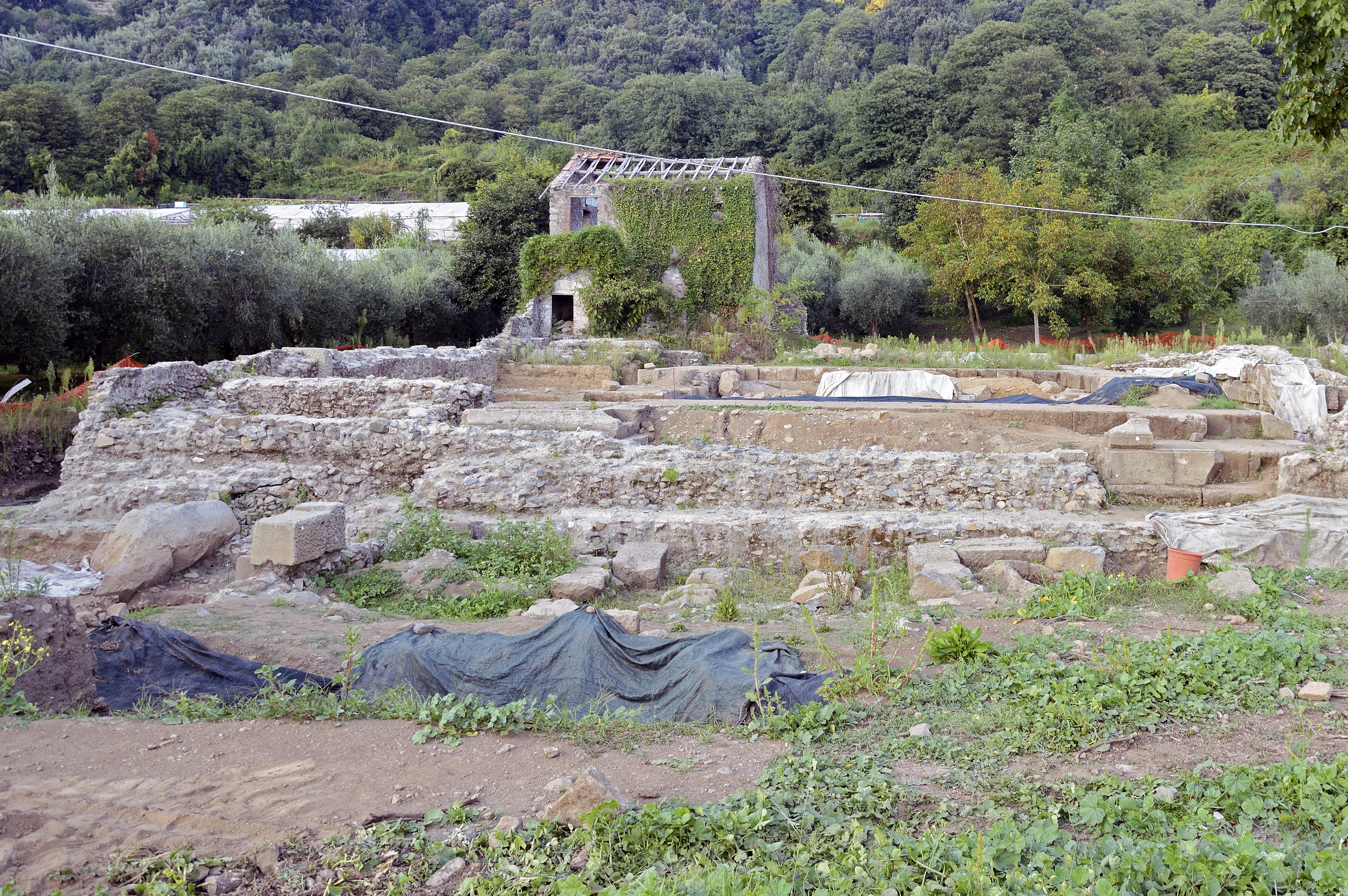
Restos do Templo de Diana em Nemi.

O lago é mais conhecido pela história que envolve os barcos naufragados do Nemi. Estas embarcações eram muito grandes e tecnologicamente avançadas para sua época.
Acima do lago, havia um bosque consagrado à deusa Diana. Do santuário de Diana, uma torrente desce até o Nemi, assombrada pela ninfa das águas Egéria em associação com um Rei dos Bosques (Rex Nemorensis) citado nas lendas arturianas como o "Rei Pescador" da Busca do Graal, com Diana como Dama do Lago.
Os imperadores Calígula e Tibério velejavam no lago Nemi não apenas para fugir do calor no verão, mas para assegurar-se de que eram Nemorenses (Nemorensi), governantes alinhados com as estrelas, entrelaçados na perpétua força vital da Terra.